# Loganville (Wisconsin)
Loganville – wieś w Stanach Zjednoczonych, w stanie Wisconsin, w hrabstwie Sauk.